# Condrieu
Condrieu este o comună în departamentul Rhône din sud-estul Franței. În 2009 avea o populație de 3.830 de locuitori.

## Evoluția populației
| An        | 1975  | 1982  | 1990  | 1999  | 2006  | 2009  |
| --------- | ----- | ----- | ----- | ----- | ----- | ----- |
| Populație | 3.132 | 3.078 | 3.093 | 3.424 | 3.626 | 3.830 |